# Carl Hugo Askengren
Carl Hugo Askengren, född 22 oktober 1826 i Svennevads socken, Örebro län, död 15 november 1857 i Stavanger, var en svensk sjökapten och tecknare.
Han var son till kyrkoherden Johan Gustaf Askengren och Fredrika Gustava Widberg. Askengren arbetade som föreståndare för Navigationsskolan i Stavanger, vid sidan av arbetet som lärare målade och tecknade han tavlor.